# Lista dos deputados provinciais da 6.ª legislatura de Santa Catarina
Lista dos deputados provinciais de Santa Catarina - 6ª legislatura (1846 — 1847).
| Nº | Deputado                          |
| -- | --------------------------------- |
| 1  | Tomás Silveira de Sousa           |
| 2  | Joaquim Augusto do Livramento     |
| 3  | Francisco Duarte Silva            |
| 4  | Francisco de Paula Lacé           |
| 5  | Jerônimo Coelho                   |
| 6  | Francisco José de Oliveira        |
| 7  | Polidoro do Amaral e Silva        |
| 8  | José Antônio Rodrigues Pereira    |
| 9  | Silvério Cândido de Faria         |
| 10 | Mariano Antônio Correia Borges    |
| 11 | Carlos Maria Duarte Silva         |
| 12 | Joaquim Caetano da Silva          |
| 13 | José Pereira Sarmento             |
| 14 | Eleutério José Velho Bezerra      |
| 15 | Marcelino Antônio Dutra           |
| 16 | José Maria do Vale                |
| 17 | Joaquim Gomes de Oliveira e Paiva |
| 18 | Marcos Antônio da Silva Mafra     |
| 19 | Severo Amorim do Vale             |
| 20 | Antônio Francisco Mendes          |